# Charles Bonifay
Pour les articles homonymes, voir Bonifay (homonymie).
Charles Bonifay, né le 19 juillet 1919 à Marseille et mort le 28 janvier 2017 dans le 8e arrondissement de Marseille,, est un homme politique français, membre du Parti socialiste sénateur des Bouches-du-Rhône.

## Biographie
Charles Bonifay a étudié au Lycée Saint-Charles à Marseille.

## Détail des fonctions et des mandats
Mandat parlementaire
- 28 septembre 1980 - 1er octobre 1989 : Sénateur des Bouches-du-Rhône